# 1028
Évszázadok: 10. század – 11. század – 12. század
Évtizedek: 970-es évek – 980-as évek – 990-es évek – 1000-es évek – 1010-es évek – 1020-as évek – 1030-as évek – 1040-es évek – 1050-es évek – 1060-as évek – 1070-es évek
Évek: 1023 – 1024 – 1025 – 1026 –  1027 – 1028 – 1029 – 1030 – 1031 – 1032 – 1033

## Események
- V. Alfonzot fia III. Bermudo követi a Leóni Királyság trónján (1037-ig uralkodik).
- november 12. – A haldokló VIII. Kónsztantinosz bizánci császár lányát Zoét választott utódjához, Rómanosz Argüroszhoz adja.
- november 15. – III. Rómanosz bizánci császár trónra lépése (1034-ig uralkodik).
- A kermáni emírséget nagybátyja, Kavám ad-Daula halála után Abu Kalidzsár fárszi emír örökli
- I. István magyar királynak az Ajtony elleni hadjáratának feltételezett időpontja.[1]

## Halálozások
- május 5. – V. Alfonz leóni király
- november 11. – VIII. Kónsztantinosz bizánci császár (* 961)
- Kavám ad-Daula, Kermán emírje
- Ajtony magyar főúr (Nagy-őszi csata).